# Adobe Illustrator

Icono de Adobe Illustrator CC.

Adobe Illustrator (AI) es un editor de gráficos vectoriales que
sirve, entre otras cosas, para la ilustración como rama del arte digital, técnica o de diseño gráfico.
Es desarrollado y comercializado por Adobe Systems y es el primer programa oficial de su tipo lanzado por la compañía, definiendo en cierta manera el lenguaje gráfico contemporáneo mediante el dibujo vectorial. Adobe Illustrator contiene opciones creativas, un acceso más sencillo a las herramientas y una gran versatilidad para producir rápidamente gráficos flexibles cuyos usos se dan en maquetación-publicación, impresión, vídeo, publicación en la Web y dispositivos móviles. Las impresionantes ilustraciones que se crean con este programa le han dado una fama de talla mundial, sin embargo, el hecho de que hubiese sido lanzado en un principio para ejecutarse solo con el sistema operativo Macintosh y que su manejo no resultara muy intuitivo para las personas con muy poco trasfondo en manejo de herramientas tan avanzadas, afectó su aceptación en algunos países.
Actualmente forma parte de la familia Adobe Creative Cloud y tiene como función única y primordial la creación de material gráfico-ilustrativo altamente profesional, basándose para ello en la producción de objetos matemáticos denominados vectores. La extensión de sus archivos es .AI (Adobe Illustrator). Su distribución viene en diferentes presentaciones, que van desde su forma individual hasta como parte de un paquete siendo estos: Adobe Creative Suite Design Premium y Versión Standard, Adobe Creative Suite Web Premium, Adobe Creative Suite Production Studio Premium y Adobe Creative Suite Master Collection.

## Historia

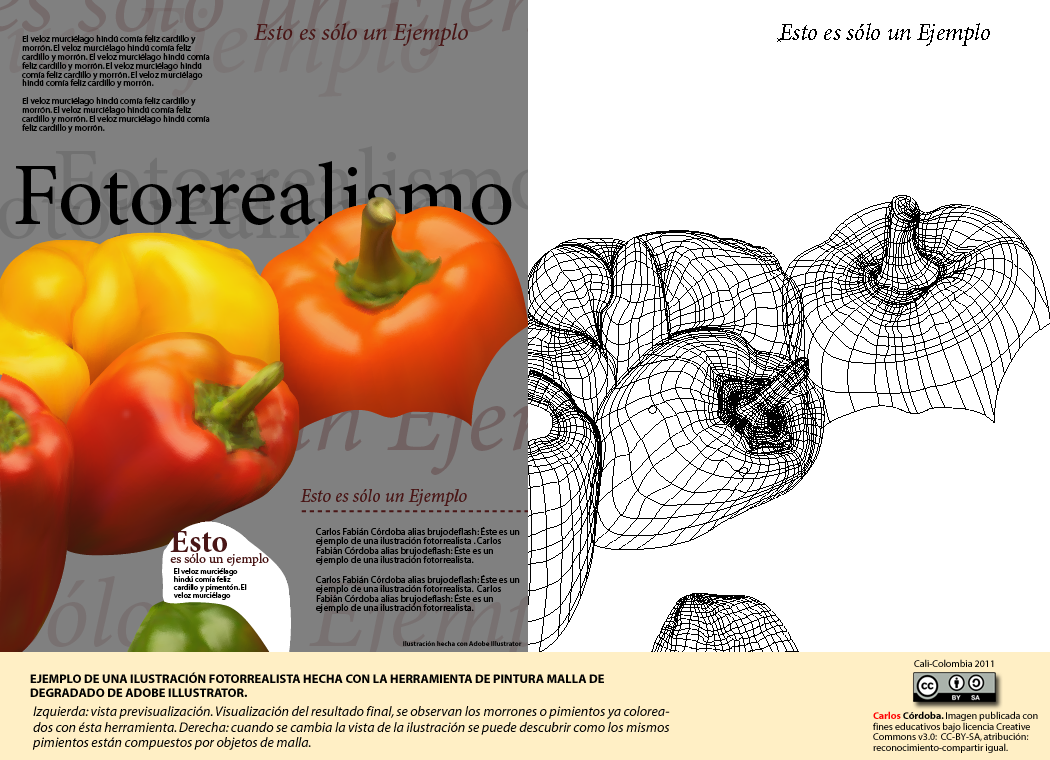
Ejemplo de una ilustración realizada en Adobe Illustrator

Después del éxito del programa para impresoras, Adobe PostScript, que de hecho fue quien inauguró la apertura de Adobe en el año de 1982, Adobe Illustrator fue producido entonces para ejecutarse solo en el ambiente de los sistemas Apple Macintosh en el año de 1986. Su lanzamiento oficial se dio al año siguiente, en enero de 1987 bajo la versión Adobe Illustrator 1.1.
Adobe Illustrator, al igual que la serie de programas creados en aquella época (procesadores de texto, hojas de cálculo) herramientas más especialmente particulares y curiosas, y una de las razones por la que es apreciado, lnada e Illustrator significaba un cierto reto en el momento de entenderlo, ya que su curva de aprendizaje era relativamente baja.
El impacto de sus últimas versiones: CS3, CS4, CS5, CS6 y CC.
Una mejor edición del trazado (ofrece, por ejemplo, una mejor accesibilidad a estos permitiendo a usuarios con ciertos problemas de visibilidad una mejor manipulación de los mismos y por tanto más comodidad), herramientas «interactivas», etc.
Pero entre lo que más sorprende es que se haya acogido, por fin, a la creación de múltiples mesas de trabajo, después de más de 20 años de estar en el mercado y de haberse lanzado últimas modificaciones, mejoras e introducción de nuevas herramientas ha dado muy buenos resultados para esta aplicación en lo que a ventas y popularidad se refiere, incrementándolas de manera significativa durante los últimos tres años en comparación con años anteriores.

## Significado

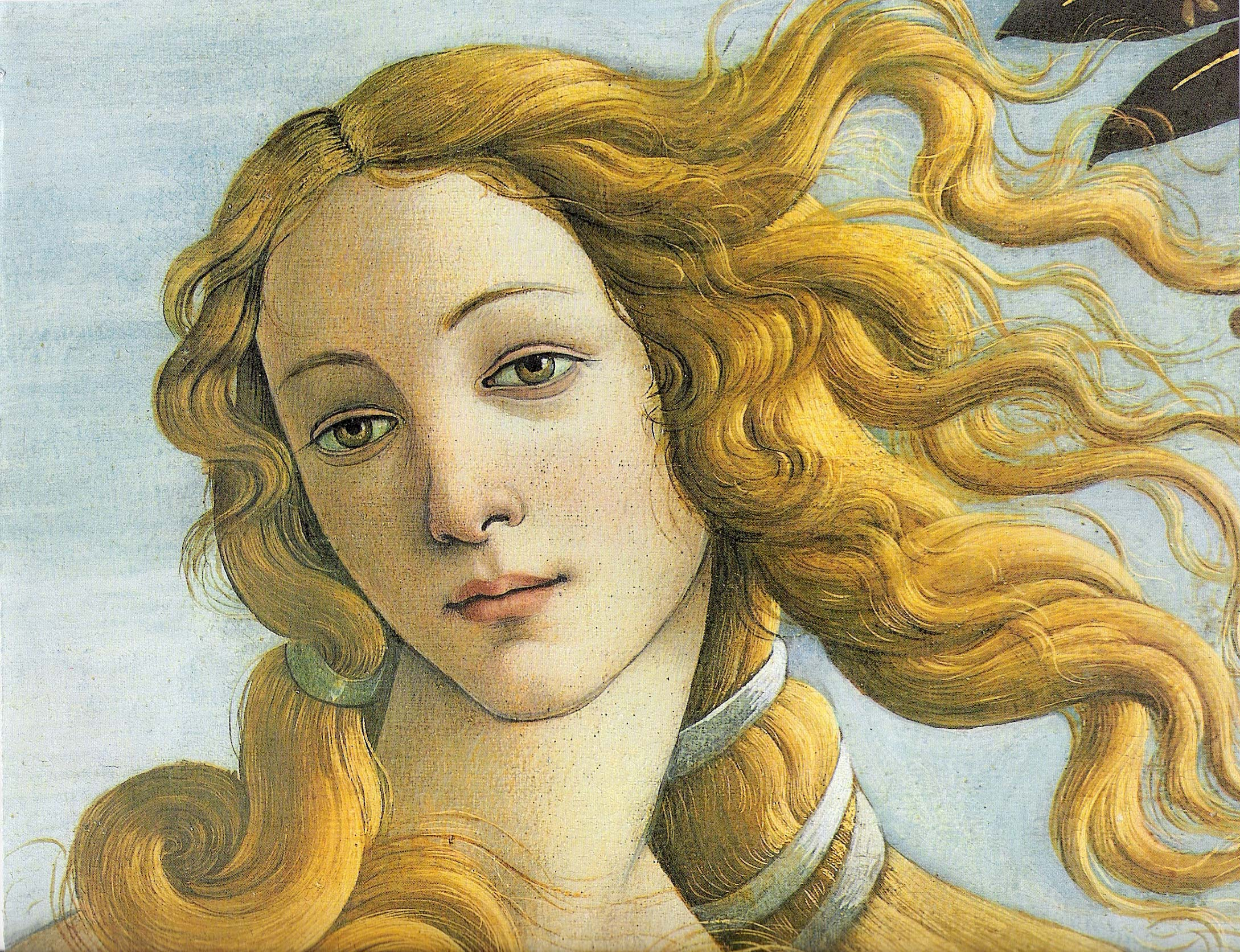
El nacimiento de Venus de Boticelli, imagen elegida por Warnock y Seymour Cohen para la presentación de Adobe Illustrator hasta su versión 10

Su nombre en español significa «ilustrador». No cambió su imagen sino hasta su versión 11, cuando pasó a llamarse Adobe Illustrator CS, por la integración en Creative Suite de las aplicaciones de Adobe.
Cuando se inició con la versión Adobe Illustrator 1.0, Adobe Systems miró hacia la época del renacimiento y eligió la pintura de Sandro Boticelli encargada por Lorenzo de Medici a este último, la famosa "El Nacimiento de Venus" y usó la sección de la imagen donde se encuentra el rostro de Venus, además de la lluvia de flores que aparecen cuando los dioses alados soplan a Venus (quien se encuentra sobre una concha) para empujarla del mar hacia tierra firme. 
John Warnock, uno de los fundadores de Adobe Systems, deseaba una imagen del renacimiento que expresara su visión del PostScript como un nuevo renacimiento en publicación y un empleado de Adobe: Luanne Seymour Cohen, quien fuera responsable del marketing del producto, encontró en los fluidos rizos del cabello de Venus el vehículo perfecto para demostrar la potencia de Illustrator en el trazado de las curvas suaves que brindan los gráficos vectoriales en comparación con la imagen pixelizada de los gráficos de mapa de bits que, de hecho, son usados generalmente como plantilla. Con el paso del tiempo el rostro de Venus en la pantalla de aparición o "splash" (conocido en inglés como Screen Splash es un gráfico o imagen con el que un programa hace su presentación al abrirse) y en las cajas del producto de instalación se estilizó para reflejar las diferentes funciones añadidas a la aplicación en cada nueva versión hasta que finalizó en la entrega número 10 con la recreación de esta misma imagen pero hecha solamente a partir de objetos de malla creados con la herramienta de pintura malla de degradado.

Diseño del logotipo de Adobe Illustrator adquirido al entrar la integración CS3

La imagen de Venus fue reemplazada al llegar la integración CS, así pues, en Adobe Illustrator CS (versión 11 de la aplicación) y Adobe Illustrator CS2 (versión 12 de la aplicación) la imagen de una flor estilizada aparece en sus presentaciones conforme a las imágenes de naturaleza tomadas por todas las aplicaciones Creative Suite. En Creative Suite 3 Adobe cambia una vez más las imágenes de presentación de sus suites por cuadrados simples coloreados y con la abreviación a dos letras de los nombres (a remembranza de la Tabla periódica de los elementos) de sus aplicaciones con excepción de algunas pocas aplicaciones específicas como Adobe Extensión Manager o Adobe Version Cue. 
Desde ese entonces Adobe Illustrator es representado por las letras, o abreviación, Ai y es la única aplicación cuya A significa Adobe tomando así el nombre de la compañía; Las letras "Ai" son representadas en blanco sobre un fondo naranja para la versión CS3 (el amarillo y el naranja han sido, desde la versión CS2 cuando era una flor, los colores representativos que lo identifican). En la versión Adobe Illustrator CS4 el logotipo es casi idéntico, excepto por una ligera alteración en la fuente y el color de la misma el cual pasa a ser un gris oscuro. En Adobe Illustrator CS5 el logotipo es virtualmente el mismo solo que esta vez el logo asemeja a una caja al igual que como ocurre con los otros productos CS5. La fuente de las letras "Ai" es ahora de un color amarillo brillante.
A partir de la integración de Creative Cloud en las últimas versiones, la pantalla de inicio (Splash Screen) se trata del rostro de un león vectorizado creado por Patrick Seymour, director de arte de Adobe Illustrator, utilizando líneas en diversos colores de gama cálida para crear profundidad en sus facciones.

## La controversia «FreeHand»
1Macromedia Freehand fue hasta 2005 la aplicación de ilustración mediante gráficos vectoriales de la compañía Macromedia hasta que esta fue adquirida por la corporación Adobe Systems en una transacción que tuvo un costo de 3400 millones de dólares. Macromedia FreeHand, que en un principio perteneció a Altsys y luego licenciado a Aldus, no tuvo mayores actualizaciones desde su versión MX por parte de la misma Macromedia, si bien la popularidad de Macromedia era mucho menor que la de Adobe, Macromedia Freehand logró captar una significativa audiencia alrededor del mundo como para pasarla totalmente por alto debido principalmente a su integración con las anteriores aplicaciones de Macromedia, hasta ese entonces, Macromedia Flash y Macromedia Fireworks (Que corresponden con los software: Adobe Flash y Adobe Fireworks, hoy descontinuados o integrados en otros productos como Animate CC). Con el paso de Macromedia a Adobe, Freehand sufrió un abandono y se cayó todavía más profundo que en Macromedia, principalmente porque su existencia actualmente no es muy exhibida, ya que además, Adobe siguió ofreciéndola como uno de sus productos aunque sin actualizaciones y sin reconocerla como "Adobe Freehand" ni integrándola a alguna de sus suites, además, porque lógicamente entraría en conflicto competitivo con Adobe Illustrator. Los usuarios de Macromedia Freehand que desean nuevas funciones en un programa de este tipo deben pasarse necesariamente a Adobe Illustrator.
Según un comunicado emitido en julio de 2009 por Adobe Systems Incorporated y publicado en su sitio web oficial en español, llamado Adobe y el futuro de Freehand, Adobe expone su posición respecto al programa:FreeHand 

No se han realizado actualizaciones de FreeHand en más de cuatro años y Adobe no tiene pensado iniciar un desarrollo para agregar funciones nuevas o compatibilizar Mac con tecnología Intel y Windows Vista.

Para apoyar los flujos de trabajo de los clientes, seguiremos vendiendo FreeHand y ofreciendo servicio de atención al cliente y de asistencia técnica de acuerdo con nuestras políticas.
Aunque reconocemos que FreeHand dispone de una base de clientes fieles, animamos a los usuarios a que utilicen el nuevo Adobe Illustrator CS4, que es compatible tanto con PowerPC y Mac con tecnología Intel, como con Microsoft Windows XP y Windows Vista.

(...) Los clientes de FreeHand pueden cambiarse a Illustrator CS4 (la obtención de varias licencias también está disponible) y acceder a los recursos gratuitos para facilitar la transición.

Adobe Illustrator ha sufrido diferentes actualizaciones dirigidas a atraer al público que perteneció a Macromedia Freehand, principalmente haciendo hincapié en su integración e interfaz de usuario con las otras aplicaciones que pertenecieron a Macromedia, sin embargo, existen usuarios que se muestran todavía reacios a dar el paso a Illustrator como es el caso de una comunidad web de antiguos usuarios de Freehand llamada "FreeHand Libre" una organización no lucrativa sostenida por donaciones de sus usuarios y que sigue empeñada en mantener el "ideal Freehand", su intención consiste en presionar a Adobe Systems para que actualice a Freehand o bien que lo libere y proporcione el código fuente del mismo a una tercera compañía o comunidad para que esta lo siga desarrollando por su cuenta, no obstante, Adobe Systems no ha hecho ningún caso a estas exigencias.

## Su posición respecto a los otros productos Adobe
Adobe Illustrator es actualmente, junto con Adobe Photoshop, Adobe Flash, Adobe Fireworks, Adobe Dreamweaver, Adobe After Effects y Adobe Audition uno de los programas más importantes y reconocidos de la firma Adobe y uno de los más populares en el mundo del diseño gráfico profesional.

## Versiones
| Versión          | Plataforma                 | Fecha de lanzamiento  | Nombre            | |
| ---------------- | -------------------------- | --------------------- | ----------------- | --- |
| 1.0              | Mac OS                     | enero de 1987         | Picasso           | |
| 1.1              | Mac OS                     | marzo de 1987         | Inca              | |
| 2.0              | Windows                    | enero de 1989         | Pinnacle          | |
| 88               | Mac OS                     | marzo de 1988         |                   | |
| 3                | Mac OS, NeXT, otros Unixes | octubre de 1990       | Desert Moose      | |
| 3.5              | Silicon Graphics           | 1991                  |                   | |
| 4                | Microsoft Windows          | mayo de 1992          | Kangaroose        | |
| 4.5              | Solaris                    | 1993                  |                   | |
| 5                | Mac OS                     | junio de 1993         | Saturn            | |
| 5.5              | Mac OS                     | junio de 1994         | Janus             | |
| 4.1              | Windows                    | 1995                  |                   | |
| 6                | Mac OS                     | febrero de 1996       | Popeye            | |
| 7                | Mac/Windows                | mayo de 1997          | Simba             | |
| 8                | Mac/Windows                | septiembre de 1998    | Elvis             | |
| 9                | Mac/Windows                | junio de 2000         | Matisse           | |
| 10               | Mac/Windows                | noviembre de 2001     | Paloma            | |
| CS (11)          | Mac/Windows                | octubre de 2003       | Pangaea/Sprinkles | |
| CS2 (12)         | Mac/Windows                | 27 de abril de 2005   | Zodiac            | |
| CS3 (13)         | Mac/Windows                | marzo de 2007         | Jason             | |
| CS4 (14)         | Mac/Windows                | octubre de 2008       | Sonnet            | |
| CS5 (15)         | Mac/Windows                | 12 de abril de 2010   |                   | |
| CS6 (16)         | Mac/Windows                | 11 de mayo de 2012    |                   | |
| CC (17)          | Mac/Windows                | junio de 2013         |                   | |
| CC (17.1)        | Mac/Windows                | febrero de 2014       | Brisa             | |
| CC (19.0)        | Mac/Windows                | junio de 2015         | Shantall          | |
| CC 2017.1        | Mac/Windows                | 5 de abril de 2017    | Alastor           | |
| CC 2018 (22.0.1) | Mac/Windows                | 18 de octubre de 2017 |                   | |
| CC 2019 (23.0)   | Mac/Windows                | de octubre de 2018    |                   | |
| 2020 (24.0)      | Mac/Windows                | 24 de octubre de 2019 |                   | Mejora en la gestión de archivos; mejora en la interfaz; renderizado más rápido de imágenes y previsualizaciones, mejoras en rendimiento .                 |
| 2020 (24.0.2)    | Mac/Windows                | Diciembre, 2019       |                   | Nueva opción de reseteado de preferencias; guardado más rápido de archivos.                                                                                |
| 2020 (24.3)      | Mac/Windows                | Agosto, 2020          |                   | |
| 2021 (25.2.1)    | Mac/Windows                | Marzo, 2021           |                   | Ajustar a pictograma; Alineación de texto vertical; Variaciones de altura de la fuente, Alinear a bordes de pictograma y Desbloquear objetos en el lienzo. |